# Balenciaga (Unternehmen)
Balenciaga ist eine 1917 vom Modeschöpfer Cristóbal Balenciaga in San Sebastián gegründete Marke für Damen- und Herrenmode sowie Lederwaren und Parfüm. Sie hat seit 1937 ihren Sitz in Paris und gehört seit 2001 zum Kering-Konzern.
Mode von Balenciaga galt besonders zwischen den 1940er und 1960er Jahren international als Inbegriff der hochpreisigen französischen Haute Couture und setzte wegweisende Trends. Nach Cristóbal Balenciagas Tod 1972 konzentrierte sich das Unternehmen bis Anfang der 1990er Jahre hauptsächlich auf die eigene Parfümsparte. Seit den 2000er Jahren stieg Balenciaga durch Prêt-à-porter-Modekollektionen für Damen und Herren sowie Accessoires im oberen Preissegment wieder in die Riege der führenden Pariser Modekonzerne auf.

## Geschichte

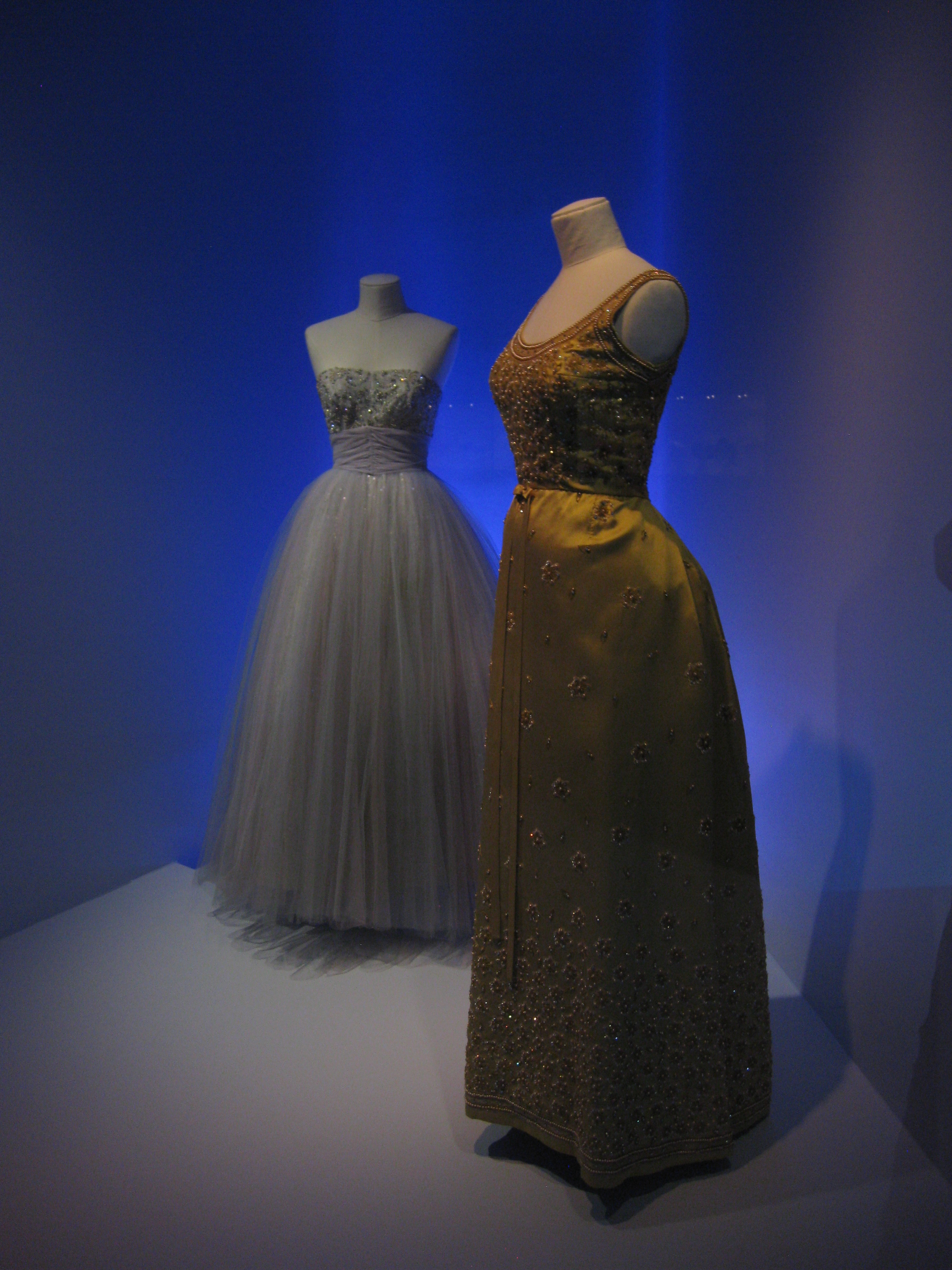
Zwei von Cristobál Balenciaga entworfene Kleider, Zeitpunkt unbekannt

### Cristóbal Balenciaga
Cristóbal Balenciaga eröffnete 1917 einen eigenen Schneidersalon für hochpreisige Damenmode zunächst in San Sebastián, bald auch in Madrid und Barcelona. Sein eigenes Unternehmen, Balenciaga y Compañia, gründete er 1918 zusammen mit den Unternehmerinnen Benita und Daniela Lizaso und benannte es nach der Trennung 1924 in Cristóbal Balenciaga um. 1927 eröffnete er ein Geschäft namens Eisa Costura (nach dem Geburtsnamen seiner Mutter, Eizaguirre) mit Konfektionsmode für Damen in San Sebastián. Nach dem Sturz der Monarchie in Spanien 1931 und der damit verbundenen Auswanderung vieler vermögender Spanier in Zeiten des gesellschaftlichen Umbruchs musste Balenciaga Konkurs anmelden. 1932 startete er mit seinem Modesalon Eisa neu und eröffnete wieder Niederlassungen in Madrid und Barcelona.
Zu Beginn des Spanischen Bürgerkriegs 1936 emigrierte Balenciaga nach Paris, wo er 1937 erstmals Haute-Couture-Mode präsentierte. Mit seinem späteren Lebenspartner, dem französisch-polnischen Millionär Władzio Jawrorowski d’Attainville († 1948), und einem weiteren Unternehmer gründete er die Balenciaga SARL. Im August 1938 eröffnete er einen Haute-Couture-Salon an der Adresse 10, Avenue George V in Paris; an dieser Stelle befindet sich bis heute der Balenciaga-Flagship-Store. 1948 wurde im Erdgeschoss eine Balenciaga-Boutique eröffnet. Balenciaga avancierte durch ständige Mode-Innovationen in kurzer Zeit zum Kult-Modehaus. Seine hochpreisigen Kreationen wurden richtungsweisend für die gesamte Modeindustrie. Bereits 1938 führten britische und amerikanische Kaufhäuser wie Harrods, Bloomingdale’s und Saks Fifth Avenue Balenciaga-Mode. Zu den prominenten Balenciaga-Kundinnen dieser Zeit zählten unter anderem Carole Lombard, Greta Garbo, Ava Gardner, Marlene Dietrich und Ginger Rogers. Seine spanischen Geschäfte hatte er vorübergehend geschlossen, eröffnete sie aber ab 1938 unter dem Namen Eisa Costura wieder sukzessive.
1947 brachte Balenciaga sein erstes Damenparfüm Le Dix (benannt nach der Hausnummer 10) auf den Markt, dem weitere Parfüms folgten. 1955 wurde die SARL in eine Société Anonyme umgewandelt. Balenciaga bot ab dieser Zeit erstmals Schmuck an. Ab 1956 präsentierte das Unternehmen seine Kreationen geladenen Privatkunden und Einkäufern einen Monat vor den Defilees für die Presse, um Nachahmern die Arbeit zu erschweren. Durch eine persönliche Freundschaft zu dem Modeschöpfer Hubert de Givenchy kam es immer wieder zu Zusammenarbeiten zwischen den Häusern Balenciaga und Givenchy. Unter anderem zeigten die beiden Unternehmen ihre Kreationen in New York City. Das sogenannte „Hemd“- bzw. Sack-Kleid (frz. robe chemise) von 1956 geht auf die beiden Designer zurück. Andere bekannte Designer wie Emanuel Ungaro, André Courrèges und Oscar de la Renta arbeiteten über die Jahre als Assistenten bei Balenciaga.
Balenciaga verband in seinen bisweilen architektonisch detaillierten Entwürfen Pariser Chic mit spanischem Stolz und präsentierte unter anderem Modelle, die mit Flamenco-Rüschen oder Schleifen verziert waren, elegante Bolero-Jacken (1946) und die durch das Velázquez-Gemälde Die Infantin Margarita in Blau aus dem Jahr 1659 beeinflusste Infanta-Abendrobe im pompösen Stil (1939). Moderne Konzepte umfassten knielange Stiefel zu kurzen, gerade geschnittenen Kleidern (die sogenannte „I-Linie“), von Kimonos inspirierte Ärmel (1946), Pagenkappen (pillbox hat, 1951), das Tunika-Kleid (1955), überdimensional große Proportionen (1957), die Babydoll-Silhouette (1958), ballonartige Kleider und Mäntel (1960) sowie Ensembles mit unterschiedlicher Vorder- und Rückansicht.
Ende der 1950er Jahre wurden die Umsätze des Hauses auf 1,5 Millionen US-Dollar geschätzt. Die Marke Balenciaga war mit Kundinnen wie Grace Kelly und Königin Fabiola von Belgien spätestens in den 1950er Jahren so etabliert und Cristóbal Balenciagas Position als Stardesigner gefestigt, dass Balenciaga nie dem einflussreichen Pariser Modeverband Chambre Syndicale de la Haute Couture Parisienne beitrat. Da allein der Verband über die Verwendung des in Frankreich geschützten Begriffes „Haute Couture“ bestimmt und nur seine Mitglieder berechtigt sind, ihre Kreationen als Haute Couture zu bezeichnen, war Balenciaga-Mode, zumindest offiziell, keine Haute Couture.
Das heutige Haus Balenciaga ist Mitglied des Modeverbands, zeigt allerdings nur eine Haute Couture-Show pro Jahr. 1958 wurde die Parfums Balenciaga S.A. als Tochtergesellschaft der Balenciaga S.A. für die wachsende Parfümsparte des Hauses gegründet. 1961 kamen Strumpfwaren zum Balenciaga-Portfolio hinzu, die später mit besonderen Mustern bedruckt wurden. 1962 wurde mit Eau de Balenciaga das erste Herrenparfüm lanciert. 1968 wurde das fliegende Personal von Air France mit Balenciaga-Uniformen ausgestattet.
1968 beendete Cristóbal Balenciaga im Alter von 73 Jahren seine Tätigkeiten und schloss seine Boutiquen. Mit der damals verstärkt aufkommenden Prêt-à-porter-Mode und dem beginnenden Rückgang der Haute Couture tat er sich schwer. Lediglich das Balenciaga-Parfümgeschäft wurde fortgeführt.

### Nachfolge mit Parfümgeschäft
Nach Cristóbal Balenciagas Tod wurde die Parfums Balenciaga S.A. in die Balenciaga S.A. integriert. Cristóbal Balenciaga hatte sein Unternehmen seinen Nichten und Neffen vermacht, die es 1978 an das deutsche Pharmaunternehmen Hoechst verkauften. Hoechst baute in den Folgejahren das Parfümgeschäft von Balenciaga aus.
1986 übernahm das französische Mode- und Kosmetikunternehmen Jacques Bogart S.A. Balenciaga von Hoechst. 1987 wurde unter der Leitung des Designers Michel Goma (* 1932) die Modesparte von Balenciaga mit Prêt-à-porter neu gestartet. In dieser Zeit gab es die Le-Dix-Luxus-Kollektion und die Diffusion-Zweitinie für Damen. Für Großkunden wie Fluggesellschaften, Banken, Hotels oder die französische Post, wurden weiterhin Uniformen entworfen. In den USA und Japan wurden Lizenzen für den Markennamen Balenciaga vergeben. In Tokio öffnete eine Balenciaga-Boutique. Ab 1992 entwarf der belgische Designer Josephus Thimister (1962–2019) die Balenciaga-Kollektionen. Thimister beendete seine Tätigkeit 1997 mit dem Vorwurf an die Jacques Bogart S.A., Balenciaga „nicht professionell zu vermarkten“.

### Neubeginn ab 1997

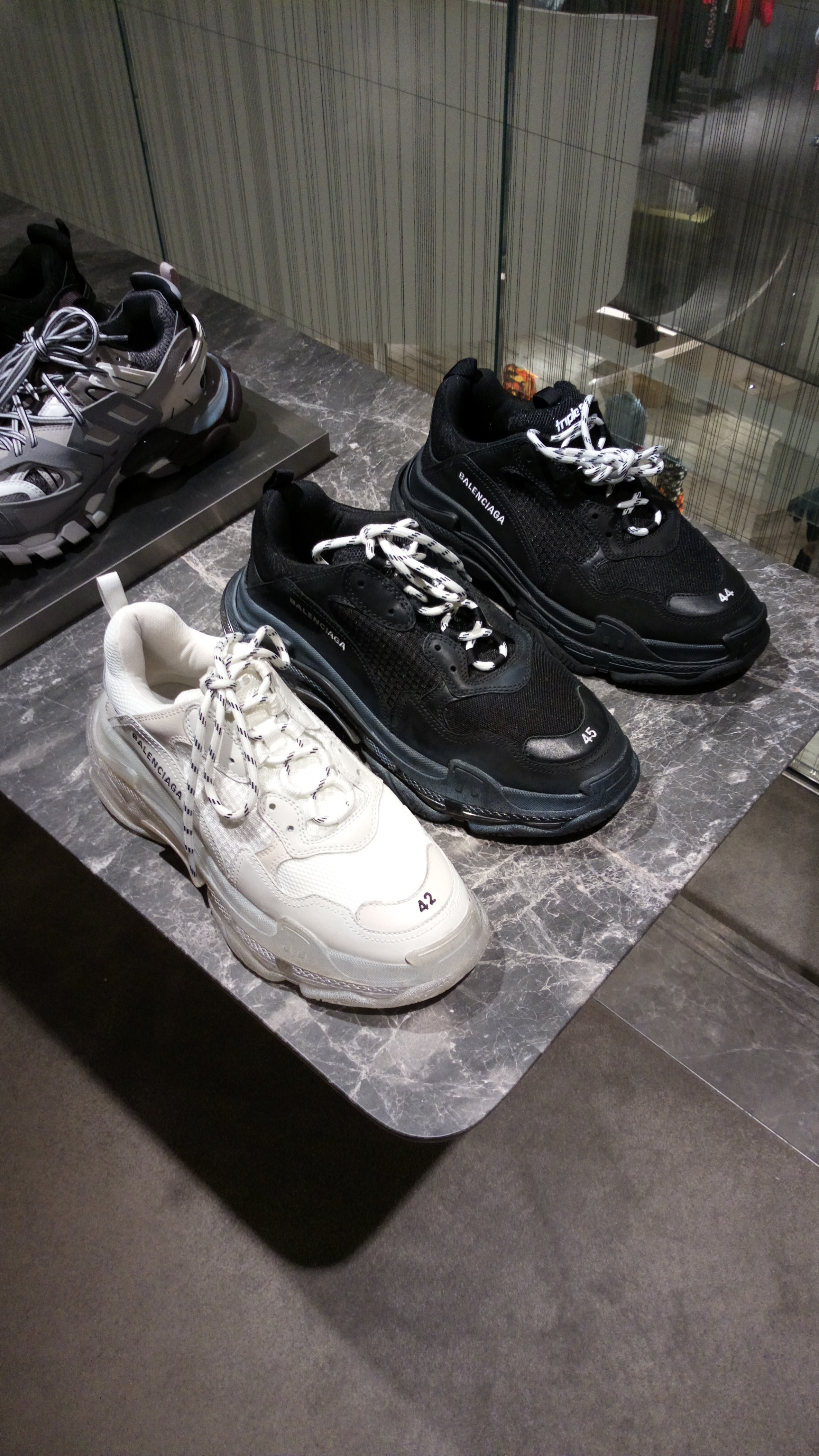
Sportschuhe von Balenciaga (2019)

Ab 1997 war Nicolas Ghesquière als Chefdesigner bei Balenciaga tätig, obwohl die Leitung von Jacques Bogart sich zunächst Helmut Lang als Kreativdirektor für Balenciaga gewünscht hatte. Ghesquière präsentierte in den folgenden Saisons bisweilen futuristische und immer ausdrucksstarke Balenciaga-Mode für selbstbewusste Frauen, wurde dafür von der Fachwelt hoch gelobt und von der Presse zum „Messias der Mode“ erkoren. Wie Cristóbal Balenciaga experimentierte auch Ghesquière mit teils ungewöhnlichen Stoff-Materialien und ließ sich dabei von den Entwürfen des Unternehmensgründers inspirieren. Unter Ghesquière wurden Balenciaga-Modenschauen, zu der nur eine begrenzte Anzahl an Zuschauern zugelassen waren, zu begehrten Veranstaltungen.
Ghesquière führte 2000 die Balenciaga-Handtaschen First und City sowie 2001 das Modell Lariat ein, die sich allesamt zu It-Bags entwickelten, für die zum Teil aufgrund der hohen Nachfrage Wartelisten eingerichtet werden mussten. 2002 wurde unter Ghesquière erstmals Herrenmode von Balenciaga eingeführt. Seit Ghesquière „das angestaubte Modehaus zurück auf die Weltbühne“ geholt hatte galt Balenciaga besonders auch bei der jüngeren Zielgruppe wieder als begehrte Modemarke in der hochpreisigen Damen- und Herrenmode. Mit Bestsellern wie Balenciaga-Cargohosen, goldfarbenen Leggings (2006) oder mehrfarbigen Sportiletto-Pumps (2008) festigte Ghesquière zudem seinen Status als würdiger Nachfolger Cristóbal Balenciagas.
2004 debütierte die Balenciaga-Edition-Kollektion mit neu geschaffenen Modellen aus den Balenciaga-Archiven von 1937 bis 1968. 2008 kaufte Balenciaga die japanische Lizenz zurück und vergab die Parfüm-Lizenz an Coty Inc. Mit der Neuvergabe der Parfümlizenz wurden alle bis dahin von Bogart vertriebenen Balenciaga-Parfüms eingestellt. 2010 wurde von Coty das erste Damenparfüm Balenciaga Paris lanciert, weitere folgten. Ghesquière verließ Balenciaga im Dezember 2012. Im darauffolgenden Jahr verklagte Kering Ghesquière für kritische Aussagen über Balenciaga, die dieser in einem Interview mit dem Magazin System getätigt hatte. Die Parteien einigten sich außergerichtlich. Ghesquières Nachfolger war bis August 2015 Alexander Wang.

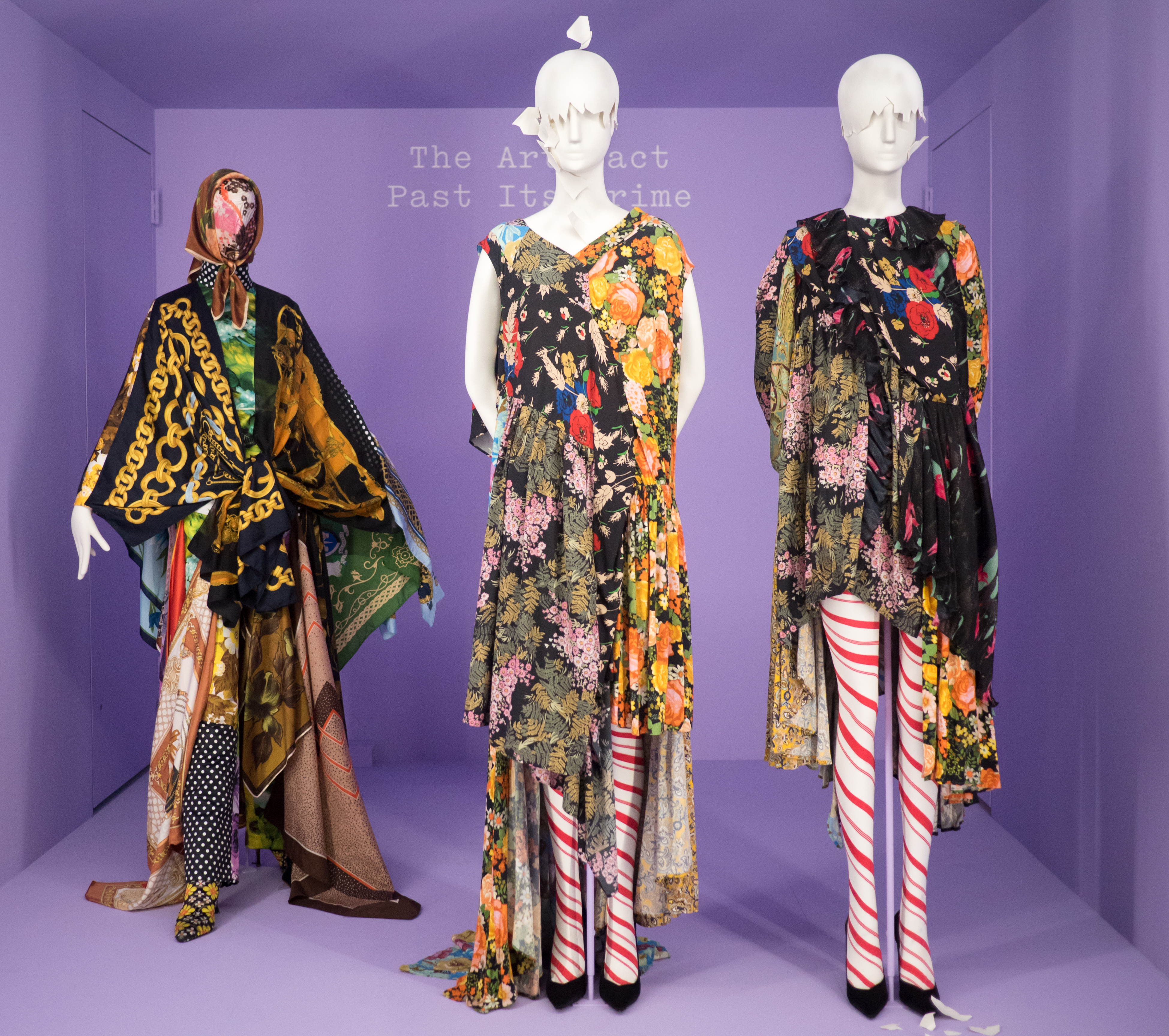
Rechts zwei Entwürfe von Demna Gvasalia für Balenciaga, Herbst/Winter 2016/17

Im Oktober 2015 benannte Kering den Deutsch-Georgier Demna Gvasalia (* 1981), der seine eigene Modemarke Vetements besitzt, zum Kreativdirektor von Balenciaga. Bei der Paris Fashion Week für Herrenmode im Juni 2016 zeigte Balenciaga unter Gvasalia die Herrenkollektion erstmals in einer Modenschau statt wie bisher lediglich in einer Präsentation.
Für Sommer 2020 kündigte Balenciaga die Rückkehr in die Haute Couture-Sparte an, die Cristóbal Balenciaga 1968 eingestellt hatte. Aufgrund der COVID-19-Pandemie wurde der Start auf 2021 verschoben.
Am 13. März 2025 gab Kering bekannt, dass Demna das Modehaus Balenciaga verlassen wird, um im Juli 2025 die künstlerische Leitung des Modehauses Gucci zu übernehmen. Mit Wirkung zum 10. Juli 2025 wurde Pierpaolo Piccioli zum neuen Kreativdirektor ernannt. Zuvor war er beim Modehaus Valentino tätig.

## Unternehmen
Balenciaga vertreibt hochpreisige Pret-à-porter-Mode für Damen und Herren, sowie Lederwaren, Sportschuhe, Damenparfüm und Accessoires. 2019 gab es weltweit 155 Balenciaga-Boutiquen, unter anderem in New York (2003), Hongkong (2005), Mailand (2007) und Los Angeles (2008). 2008 öffnete das Unternehmen auf der eigenen Webseite einen Onlineshop.

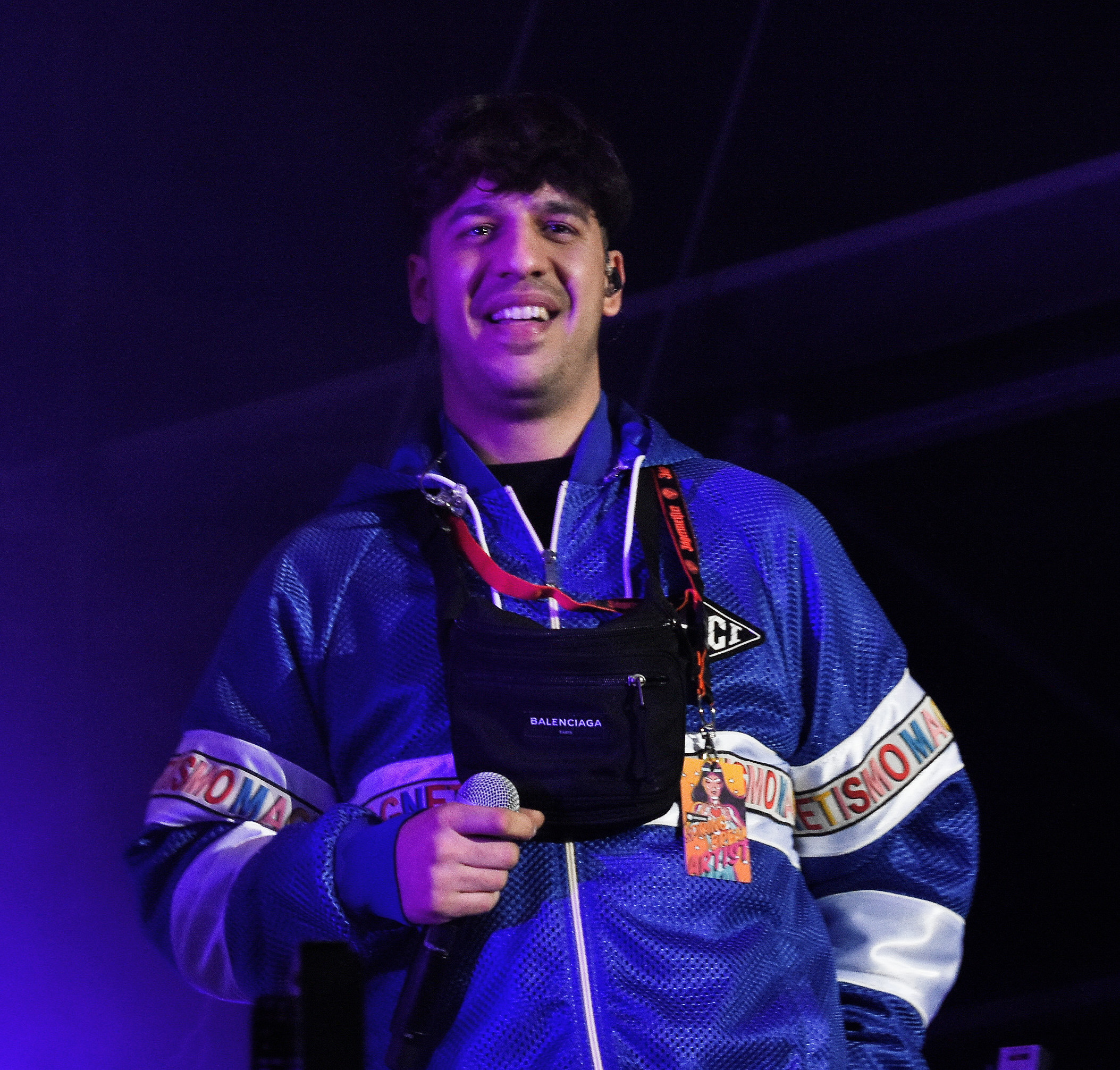
Rapper Ufo361 mit Brustbeutel

2001 hatte die italienische Gucci-Group, die zur selben Zeit von dem französischen Luxusgüterkonzern Pinault-Printemps-Redoute (PPR; seit 2013: Kering) als Mehrheitseigner aufgekauft wurde, die Marke Balenciaga zu 91 % (die übrigen 9 % gingen an Nicolas Ghesquière) übernommen.
Unter der Führung von PPR stiegen die Umsatzzahlen und der Gewinn von Balenciaga in den Folgejahren. Im Jahr 2000 hatte der Umsatz von Balenciaga lediglich umgerechnet 17,3 Millionen US-Dollar betragen, bei einem Gewinn von 1,07 Millionen US-Dollar. Kering veröffentlicht für Balenciaga keine Einzeldaten, erwartete aber sowohl für 2018 als auch für 2019 erstmals einen Umsatz von über einer Milliarde Euro.

## Kontroversen

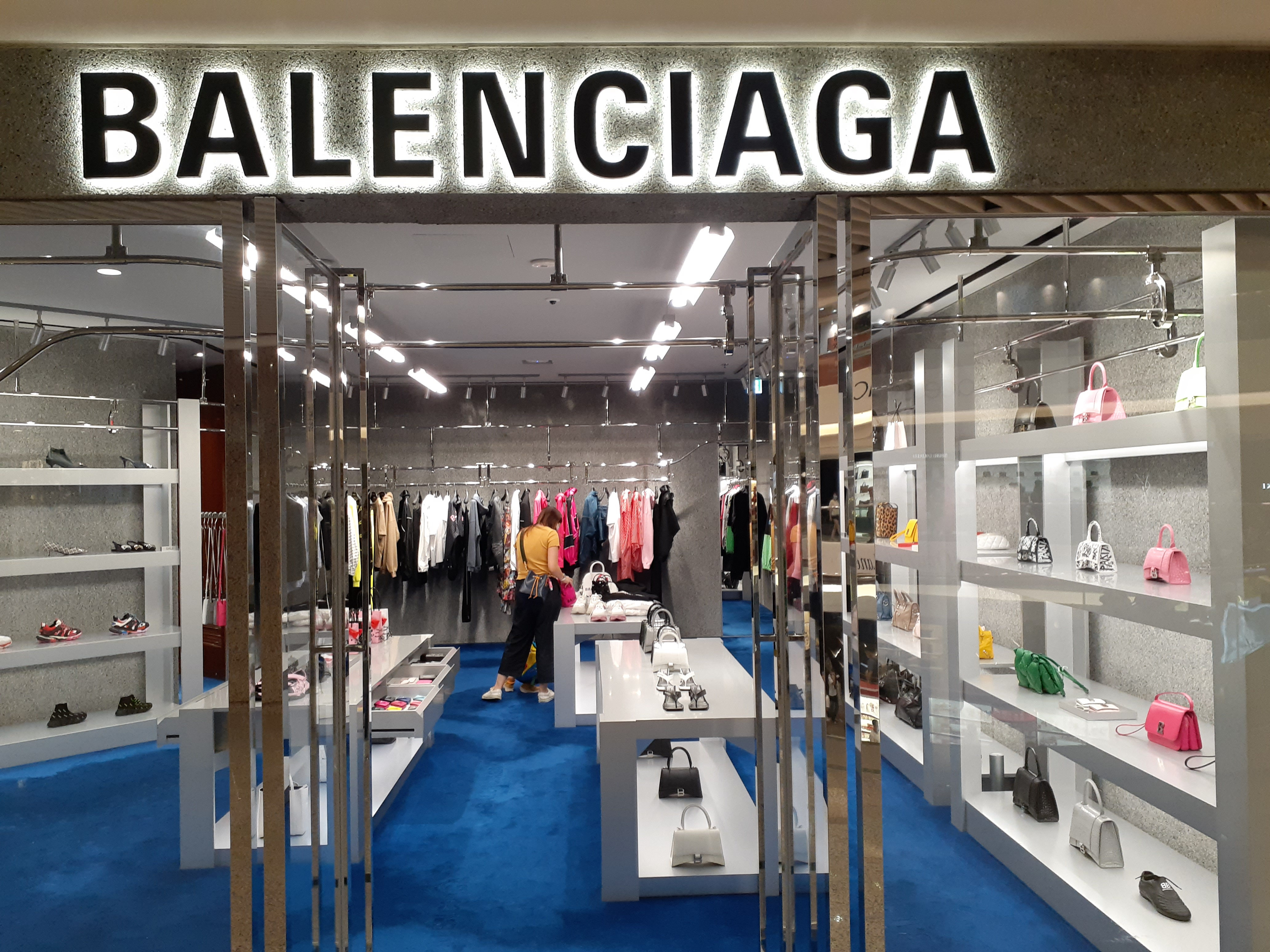
Balenciaga-Shop in Hongkong, 2020

2020 beschuldigte die Berliner Mode-Studentin Tra My Nguyen Balenciaga, eine Personalbeschafferin habe sich das Portfolio ihrer Abschlussarbeit schicken lassen, um dieses später auf dem Instagram-Konto des Modeunternehmens zu plagiieren. Die Vorwürfe wurden von dem branchenkritischen Instagram-Konto „Diet Prada“ aufgegriffen und gingen in den sozialen Medien viral. Daraufhin wurde öffentlich über Gvasalias Technik der Umdeutung von Billigprodukten und allgemein kultureller Aneignung im Modewirtschaftszweig diskutiert, wobei unter anderem auch die Klagen eines Souvenirunternehmens und eines Duftbaumherstellers gegen das Modeunternehmen 2018 sowie eine der bekannten IKEA-Tüte Frakta ähnelnde Ledertasche zur Sprache kamen.

### Beförderung von sexualisierter Gewalt gegen Kinder in Werbekampagne
Obwohl Transgression für Balenciaga zum Geschäftsmodell gehört, lösten zwei Weihnachtskampagnen große Empörung aus. Im November 2022 veröffentlichte Balenciaga Fotos aus zwei Fotoproduktionen (Gift-shop-Kampagne von Gabriele Galimberti und Garde-robe-Kampagne von Nicholas Des Jardins): von posierenden Mädchen und Jungen im Vorschulalter, die Teddybären mit sado-masochistischem Equipment in die Kamera hielten. Die Kampagne wurde als pädophile Grenzüberschreitung interpretiert, zumal die Notwendigkeit, Produkte für Erwachsene durch Kleinkinder vorzustellen, unklar blieb. In der zweiten Fotoproduktion, die die Zusammenarbeit Balenciagas mit dem deutschen Sportartikelhersteller Adidas bewarb, fand sich in einem der Fotos der sogenannten Balenciaga × Adidas Hourglass Bag mit einem Seitenhintergrund eines Urteils des Obersten Gerichtshofs „United States v. Williams“ 2008, das die Förderung von Kinderpornografie als illegal und nicht durch die Meinungsfreiheit geschützt bestätigte. Auf einem weiteren Foto posierte ein Model mit Lackstiefeln und im Hintergrund ein Bildband des belgischen Künstlers Michaël Borremans Fire from the Sun, das Gemälde von nackten, blutbeschmierten Kleinkindern enthält. Die Galerie David Zwirner beschrieb Borremans’ Gemälde in Fire from the Sun als „Kleinkinder, die in spielerische, aber mysteriöse Handlungen mit unheimlichen Untertönen und Andeutungen von Gewalt verwickelt sind“. Auf einigen der Bilder erscheinen die Kleinkinder kastriert.
Kim Kardashian, die Werbung für Balenciaga machte, erklärte sie sei „angewidert und empört“. Die Stiftung Kinderschutz Schweiz reagierte mit scharfer Kritik: „Wir bekommen oft Anfragen, ob gewisse Bilder in Ordnung sind, doch so etwas Krasses haben wir noch nie gesehen“, erklärte Regula Bernhard-Hug. „Wie das Kind da steht und den Teddybären hält – hier stimmt einfach gar nichts.“ Die Kampagne stelle die Kinder durch die Stofftiere mit BDSM-Kleidung und durch die Positionierung in einen sexuellen Kontext.
Das Unternehmen entfernte daraufhin die Fotos, der Kreativchef des Hauses entschuldigte sich öffentlich. Balenciaga zog die Skandalkampagnen zurück und verklagte die Kreativagentur North Six und Nicholas Des Jardins: Die Schadensersatzforderung betrug 25 Millionen US-Dollar. Die Kampagne mit den Sado-Maso-Teddybären von Fotograf Gabriele Galimberti war nicht Gegenstand der Klageschrift.

## Ausstellungen und Filme
- 2008: Zeitlose Eleganz, Dokumentation[50]
- 2017: Balenciaga, l’Oeuvre au Noir, Ausstellung, Paris, Musée Galliera/Musée Bourdelle[51]
- 2022–2023: Balenciaga in Black. Ausstellung im Kunstmuseum Den Haag[52]